# 취안저우시
취안저우시(중국어: 泉州, 병음: Quánzhōu, 민남어: Chôan-chiu)는 중화인민공화국 푸젠성(福建省)에 위치하는 지급시(地級市)이다. 시 지역에 다이윈 산맥(岱雲山脈)이 있어, 진장천(晉江川)이 흐른다. 근처의 도시로서는 약 150km 북동의 푸저우(福州), 75km 남서쪽의 샤먼(廈門) 등을 들 수 있다.
도시의 상징물은 10세기경 당나라의 유종효가 시내 곳곳에 심은 것으로 알려진 자동나무이며, 이로 인해 츠퉁청(한국어: 자동성, 중국어: 刺桐城, 병음: Cìtóngchéng)으로도 불린다. 또한 원나라 당시에는 이를 음차한 치둔(몽골어: ᠴᠢᠳᠤᠨ Chidun)으로 불렸으며, 이곳에서 비단 무역을 하던 아랍인 상인들에 의해 중세 유럽에 자이톤(Zaiton) 또는 자이툰(Zaitun)으로 알려지게 되었다. 이외에 리성(鯉城), 온릉(溫陵)이라는 별칭이 있다.
이전에는 해상 교역의 중심지로서 번영해, 마르코 폴로(Marco Polo)는 이 도시의 번영을 기록을 남기고 있다. 
진먼현(金門縣)은 형식적으로는 취안저우시의 일부이지만 현재 이곳은 중화민국의 관할 하에 있다.

## 역사
취안저우는 진(秦)나라 때 이미 사람들이 모여 살기 시작했으며, 260년 오나라가 동안현(東安縣, 현재의 난안시)을 설치하면서 본격적으로 성읍이 형성되었다. 양나라의 천감 연간(502년~519년)에 남안군 군청이 설치되었다. 서진 말에 중원의 전란을 피해 이주자가 밀려오면서 중원의 선진 기술과 문화가 전해졌다.
취안저우는 또한 동남아시아와 타이완 등지에 거주하는 많은 화교들의 고향이기도 하다. 1986년 지급시인 취안저우시가 성립되어 현재에 이른다.

### 당
본래 천주는 지금의 취안저우시가 아니라 푸저우시에 있던 진안군에 설치되었고, 현재의 취안저우는 천주의 일부에 해당했다. 622년(당 고조 무덕 5년) 남안현, 포전현(莆田縣)이 풍주(豐州)로 분리되었다가 627년(당 태종 정관 원년) 폐지되었다. 699년(무주 측천무후 성력 2년) 천주의 남안현, 포전현, 용계현이 무영주(武榮州)가 설치되었다. 무영주는 700년(무주 측천무후 성력 3년, 구시 원년) 폐지되었다가 재설치되었고, 711년(당 예종 경운 2년), 푸저우 시 일대의 천주가 민주(閩州)로 개명되면서 무영주가 천주(泉州)로 개명되었다. 741년(당 현종 개원 29년), 용계현이 장주로 분리되었다. 742년(당 현종 천보 원년), 군현제가 실시되면서 청원군(淸源郡)으로 개명되었다가 758년(당 숙종 건원 원년), 주현제가 재실시되면서 천주로 돌아왔다. 천보연간에는 4현 23,806호 160,295명을 거느렸다.이때 광주가 중국에서 가장 큰 해항이었으나 훗날 천주가 이를 능가하게 된다.
| 현명   | 한자   | 현급 | 대략적 위치                       | 비고                                                                                        |
| ------ | ------ | ---- | --------------------------------- | ------------------------------------------------------------------------------------------- |
| 진강현 | 晉江縣 | 上   | 취안저우 시 리청 구 취안저우 고성 | 720년(당 현종 개원 8년) 남안현에서 분리신설되었고 주의 치소가 되었다.                       |
| 남안현 | 南安縣 | 緊   | 취안저우 시 난안 시 풍주진        | 622년부터 5년간 설치된 풍주의 치소였다.                                                     |
| 보전현 | 莆田縣 | 上   | 푸톈 시                           | 622년 남안현에서 분리신설되었다.                                                            |
| 선유현 | 仙遊縣 | 中   | 푸톈 시 셴유 현                   | 699년 보전현에서 청원현(淸源縣)이 신설되었다. 이 청원현은 742년 지금의 이름으로 개명되었다. |

### 송
복건로의 속주가 되었다. 망급주로 설치되었고 군명은 당과 같이 청원군이었다.  태평흥국 초기,  평해군절도(平海軍節度)가 파견되었다. 1107년(송 휘종 대관 원년) 상급군에서 望급군으로 격상되었다. 숭녕 연간에는 201,406호를 거느렸으며 잣(松子)을 공납했으며, 원풍 연간에는 면(綿), 파초(蕉), 칡(葛)을 공납하기도 했다. 아래에 7현을 거느렸다.
송나라 때부터 천주는 세계에서 가장 큰 해항 중 하나로 유라시아 세계에서 온 해외 출신의 주민들이 커다란 지역사회를 이루었다. 이러한 명성 때문에 천주는 "바다의 비단길"이 시작되는 곳으로 불렸다. 당시 천주는 "세계에서 가장 크고 가장 부유한 항구 도시 중 하나였다." 천주 사람들은 "자바와 인도에서는 백단향 같은 향목(香木)을, 아라비아반도에서는 몰약과 유향을 비롯한 향기로운 수지를 수입했다. 물품을 수입하는 데 들어가는 돈은 상품을 수출해 나온 자금으로 충당했으며, 수출품 가운데 기술적으로 가장 세련된 제품은 고온에서 구운 도기였다."
| 현명   | 한자   | 현급 | 대략적 위치                       | 비고                                                                                               |
| ------ | ------ | ---- | --------------------------------- | -------------------------------------------------------------------------------------------------- |
| 진강현 | 晉江縣 | 望   | 취안저우 시 리청 구 취안저우 고성 | 161개의 염정(鹽亭)이 있었다.                                                                       |
| 남안현 | 南安縣 | 中   | 취안저우 시 난안 시 풍주진        | |
| 동안현 | 同安縣 | 中   | 샤먼시 퉁안구                     | 안인염장(安仁鹽場), 상하염장(上下鹽場), 마란염장(馬欄鹽場), 장판염장(莊阪鹽場)의 4개염장이 있었다. |
| 혜안현 | 惠安縣 | 望   | 취안저우시 취안강구 고현진        | 981년(송 태종 태평흥국 6년), 진강현에서 분리신설되었다. 129개의 염정이 있었다.                     |
| 영춘현 | 永春縣 | 中   | 취안저우시 융춘현                 | 민월의 도원현(桃源縣)이었다. 의양철장(倚洋鐵場)이 있었다.                                          |
| 안계현 | 安溪縣 | 下   | 취안저우시 안시현                 | 청양철장(靑陽鐵場)이 있었다.                                                                       |
| 덕화현 | 德化縣 | 下   | 취안저우시 더화현                 | 적수철장(赤水鐵場)이 있었다.                                                                       |

### 원
원나라때는 강절등처행중서성에 속했는데 1297년(원 성종 대덕 원년) 복건도선위사사에 속하게 되었다. 1277년(쿠빌라이 칸 지원 14년) 선위사(宣慰司)의 대행이 파견되었고 행정남원사부(行征南元帥府)의 일을 겸했다. 1278년(쿠빌라이 칸 지원 15년), 선위사가 행중서성으로 바뀌면서 천주로총관부(泉州路總官府)로 승격되었다. 1281년(쿠빌라이 칸 지원 18년), 행성의 중심지를 복주로로 옮겼다. 1282년(쿠빌라이 칸 지원 19년), 행성의 치소가 다시 천주로 옮겨졌다가 1283년(쿠빌라이 칸 지원 20년), 복주로로 옮겨졌다. 1사 7현 89,060호 455,545명을 거느렸다.
당시 취안저우는 송나라 때와 마찬가지로 세계 최대의 해항 중 하나로 떠올랐고, 유라시아 세계에서 온 해외 출신 주민들이 커다란 지역사회를 이뤘다. 동방견문록에서 마르코 폴로는 17세의 몽골 공주 코코친이 페르시아의 일한국의 신랑과의 결혼을 위한 여행의 호위를 맡았고 천주는 이 여행의 출발지가 되었다. 원나라에서 만들어졌던 광륜강리도에는 바람을 타고 배를 운항하면 취안저우에서 자바까지 60일, 인도 남부 말라바르까지 120일, 호르무즈까지 200일이 걸린다고 기록되어 있다.
| 현명   | 한자   | 현급                                                                     | 대략적 위치                                                              |
| ------ | ------ | ------------------------------------------------------------------------ | ------------------------------------------------------------------------ |
| 녹사사 | 錄事司 | 1278년, 남사(南司)와 북사(北司)가 설치되었다가 1279년 하나로 통일되었다. | 1278년, 남사(南司)와 북사(北司)가 설치되었다가 1279년 하나로 통일되었다. |
| 진강현 | 晉江縣 | 中                                                                       | 취안저우 시 리청 구 취안저우 고성                                        |
| 남안현 | 南安縣 | 中                                                                       | 취안저우 시 난안 시 풍주진                                               |
| 혜안현 | 惠安縣 | 下                                                                       | 취안저우시 취안강구 고현진                                               |
| 동안현 | 同安縣 | 下                                                                       | 샤먼시 퉁안구                                                            |
| 영춘현 | 永春縣 | 下                                                                       | 취안저우시 융춘현                                                        |
| 안계현 | 安溪縣 | 下                                                                       | 취안저우시 안시현                                                        |
| 덕화현 | 德化縣 | 下                                                                       | 취안저우시 더화현                                                        |

## 지리
취안저우는 해안에 위치한 지급시로 남서쪽으로 부성급시인 샤먼과 접한다. 또한 서쪽으로 장저우, 룽옌과 접한다. 푸톈, 푸저우와 북동쪽으로 접하고 싼밍과 북쪽으로 접한다.
취안저우는 산지이고 내륙에서 발원한 많은 강과 지류가 흐른다. 현재 타이완의 실효 지배 상태에 있는 진먼현을 중화인민공화국으로 되돌려야 한다는 주민들 주장도 있으나, 중화민국과 국경 대립이 지속되면서 난항을 겪는 중이기도 하다. 다만 진먼현을 관할로 둔 진먼 섬에서는 샤먼시까지는 직선 거리로 약 1.65km 떨어져 있기 때문에 도보로 20분, 자동차로 5분 걸리는 비교적 가까운 거리에 해당된다. 중국과 대만의 국경이 40년 가까이 단절되어 있으나, 현재는 왕래하기가 비교적 쉬운 편이기도 하다.

## 언어
지역 주민들은 샤먼, 타이완 사람들의 언어와 유사한 푸젠화(福建話)를 사용한다.

## 경제
취안저우는 차, 바나나, 리치, 쌀 같은 농산품의 주요 수출항이다. 또한 화강암과 도자기의 주요 생산지이다. 다른 산업으로 방직, 신발 및 양말, 의복, 포장, 기계, 종이와 석유화학이 있다.
취안저우는 푸젠에서 가장 큰 자동차 시장으로 인구 대비 차량을 소유한 사람의 수가 가장 많은 곳이다.

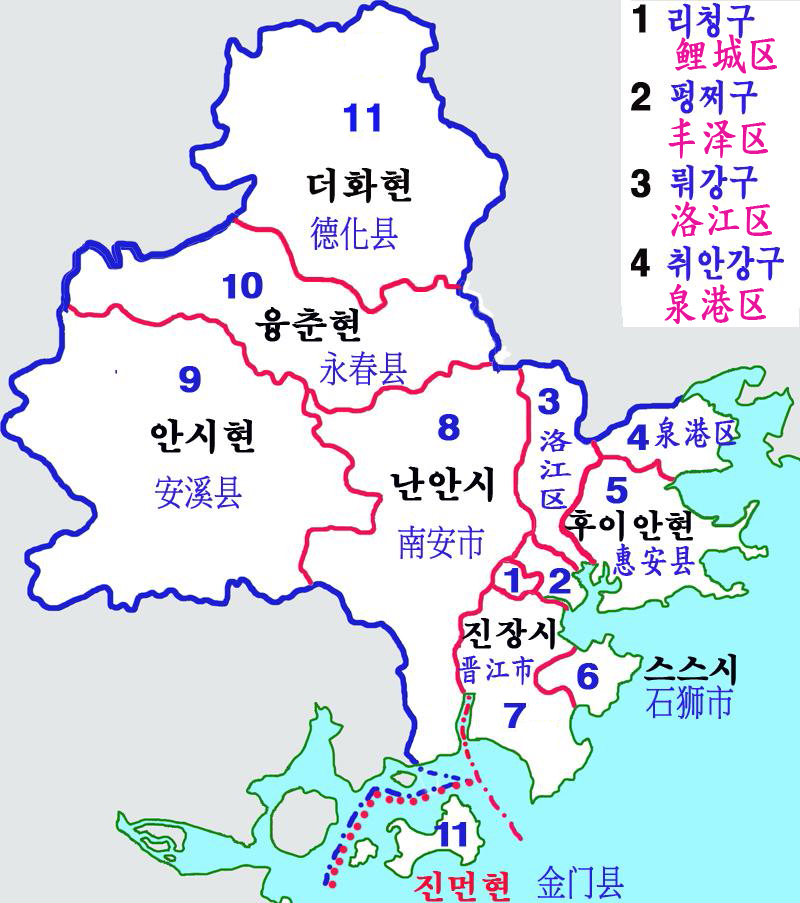
취안저우시 현급구역

## 행정 구역
4개의 시할구, 3개의 현급시, 4개의 현을 관할한다.
시할구
- 리청구(鯉城區)
- 펑쩌구(豊澤區)
- 뤄장구(洛江區)
- 취안강구(泉港區)

현급시
- 스스시(石獅市)
- 진장시(晉江市)
- 난안시(南安市)

현
- 후이안현(惠安縣)
- 안시현(安溪縣)
- 융춘현(永春縣)
- 더화현(德化縣)

## 교통

### 항공
- 취안저우 진장 국제공항

### 철도
- 취안저우역 (중국철로고속 이용가능)
- 취안저우 동역

## 우호 도시
- 대한민국 광주광역시